# 내 정원사와의 대화
내 정원사와의 대화(Dialogue Avec Mon Jardinier, Conversations With My Gardener)는 프랑스에서 제작된 장 베케르 감독의 2007년 영화이다. 다니엘 오떼유 등이 주연으로 출연하였다.

## 출연

### 주연
- 다니엘 오떼유
- 장 피에르 다루생

### 조연
- 패니 코텐콩
- 히암 압바스
- 알렉시아 바리어

## 제작진
- 의상: 애니 페리어